# Puits funéraire
Les puits funéraires sont des puits dans lesquels étaient enfouis des cadavres humains, souvent avec des objets du quotidien et des squelettes animaux contemporains. Les archéologues en ont trouvé de la Préhistoire à l’Antiquité égyptienne. Les rites funéraires associés ont cependant beaucoup varié, selon les périodes (préhistoriques et historiques) et civilisations. 
En France, après qu'on a pu les confondre avec des puits à eau comblés, ils semblent avoir commencé à être étudiés par deux archéologues : l'abbé Baudry, puis le Dr Marcel Baudouin (également médecin, ethnographe et homme politique).

## Typologies
Ces puits pouvaient être associés à des tumulus, mastabas, pyramides ou à un bâtiment (en Amérique), ou être associés à d’autres lieux funéraires (tombes à incinération, fosses d’incinération). Leur construction était parfois difficile. 
Ils semblent souvent avoir été utilisés pour des dignitaires ou leurs familles sur plusieurs générations.
Ils sont parfois très profonds, mais la plupart du temps situés à des endroits où il n’y avait pas de source ou d’eau, ce qui montre que ce n’étaient pas des puits fournissant de l’eau ensuite taris (des archéologues en ont cité des exemples) et transformés en lieux funéraire.
Il est possible que certains puits asséchés ou d’anciens puits d’extraction de silex aient pu aussi être transformés en lieux d’inhumation. 
Il existe en Amérique  une culture des tombes à puits caractérisée à l’ouest du Mexique par un puits vertical ou quasi vertical, creusé sur trois à vingt mètres de profondeur, souvent une couche de tuf sous-jacente aux roches volcaniques. La base du puits s'ouvre sur une ou deux (parfois plus) chambres horizontales, peut-être de quatre mètres sur quatre (avec des variations considérables), basses de plafond. Les tombes à puits étaient dans ce cas souvent associées à un bâtiment qui les recouvrait.

## Rituels
Les rituels entourant ces  puits préhistoriques ou de l’Antiquité sont mal compris, on y trouve de nombreux objets et matériaux, dont éléments de squelettes animaux, ainsi parfois que de bouchons (plusieurs à différents niveaux parfois) faits de lourdes roches posées horizontalement.

## Exemples de puits funéraires

### En Égypte antique
- le KV 31[2] est un puits funéraire sans inscription, tombeau d'un inconnu, trouvé dans la vallée des rois, dans la nécropole thébaine sur la rive ouest du Nil face à Louxor en Égypte,
- le complexe funéraire de Djéser, édifié sous le règne du pharaon Djéser à Saqqarah

### À l'époque romaine
- des puits funéraires existent aussi à l'époque romaine  (dès la fondation de Rome, par exemple près du temple d'Antonin et Faustine,
- des puits gallo-romains.

### En France

#### Puits de Menneval
Le puits de Menneval, près Bernay (Eure), l'un des premiers à avoir été scientifiquement fouillé, trouvé près d'une villa gallo-romaine et d'une ancienne voie romaine, mesure plus de 60 m de profondeur pour un diamètre de 1,65 m de diamètre.
Il a été fouillé en décembre 1856 par Métayer et Gardin, qui l'ont décrit comme constitué d'un parement de cailloux maçonnés par de l'argile, épais de 90 cm sauf à l'ouest (près d'un mètre).
Dans le matériau de remblai, ils y ont d'abord trouvé (à un mètre de profondeur) un moyen bronze de Constantin avec le mot « Constantinopolis » et au revers « une victoire sur la proue d'un vaisseau ». Le bouchon de terre et de cailloux a été trouvé jusqu'à 11,25 m de profondeur, avec des morceaux de poteries identiques à ceux trouvés dans les sépultures de la villa voisine.
Plus bas, ce puits était soigneusement clos par « une pierre énorme (...) tellement lourde qu'on dut creuser dans la paroi du puits, afin de la faire disparaître dans cette cavité latérale ! De ce point jusqu'à 18,75 m, le terrain était composé d'argile mêlée à des charbons et des cendres ; on y trouva deux crochets en fer et la moitié d'un mors de bride. Là une nouvelle pierre de 800 à 900 kilos obstruait toute la largeur du puits ; mais, comme le puits était bien maçonné, on dut l'enlever à l'aide d'une grue ». Vient ensuite une très épaisse couche d'ossements animaux (dont d'oiseaux) « rangés avec soin au centre du puits, dans un rayon de 0,30 m ; autour d'eux se trouvaient des cailloux mêlés à de la terre noire et du charbon et placés avec symétrie » jusqu'au niveau où commençait le parement maçonné du puits (à 31,25 m). Sous ce niveau, le puits se prolonge jusqu'à 38,75 m, on ne trouva que des cailloux, des défenses de sanglier, des mâchoires d'animaux carnassiers, des dents de bœuf et de vache. Ces éléments animaux étaient dispersés dans des débris de poterie mérovingienne.
Trois autres grandes pierres, plus légères que la précédente ont ensuite été trouvées, (déplacées dans des cavités creusées sur les côtés par les archéologues), puis dans une partie plus humide, dans une couche de charbons de bois et de terre, a été découvert le « squelette d'un animal énorme : un des fémurs mesurait cinquante centimètres de longueur, dix-huit centimètres de circonférence au milieu, quarante-sept centimètres à la rotule, les os du bassin vingt-cinq centimètres d'épaisseur; une dent molaire (sept centimètres de long et dix centimètres de circonférence) pesait soixante grammes ; la présence d'une corne énorme ressemblant à une corne de rhinocéros, a fait supposer qu'il s'agissait de cet animal ». Les deux archéologues jugent eux-mêmes cela « invraisemblable » (les rhinocéros laineux sont supposés avoir disparu depuis plusieurs dizaines de siècles) mais ajoutent que « toutefois, on peut rappeler que les Romains ont amené en Gaule des animaux étrangers, des chameaux notamment ». Dans un substrat composé de couches alternativement constituées d'argile, de cendres, de terre noire ou de pierres mêlées toujours à des charbons, ce squelette reposait, au-dessus d'une couche de très grosses coquilles blanches d'escargots que les archéologues ont supposé être du genre Helix (genre de l'escargot de Bourgogne). Sous ce niveau et jusqu'à 41,25 m de profondeur on a encore trouvé des lits de charbon et d'« énormes cailloux », et quelques objets de fer, une petite meule de grès, un jeune bois de cerf ; une corne de chevreuil).
À 42,50 m, le niveau contient des pierres moulurées blanches ainsi que des blocs de granite rouge, des cornes de cerf brisées ou sciées et brûlées, avec des tuiles brisées, puis plus bas (-45 m), on a trouvé un bois de cerf, un tronçon scié avec sa couronne ; des têtes d'animaux et squelettes de chiots.
Plus bas encore et jusque vers 48,75 m, des bois de cerf sciés et restes de charbons et cendres, avec à partir de -50 m les mêmes bois « sciés, hachés et brisés », mais mélangés à « une quantité prodigieuse d'ossements de cerfs, de sangliers, de loups et d'oiseaux ».
À 51,25 m, les deux archéologues ont identifié deux têtes de cerfs et plusieurs têtes de sangliers, avec leurs squelettes de ces animaux, et d'autres, tous « rangés avec beaucoup de précaution ».
À 52,50 m, un demi-crâne « énorme » de cerf, et divers crânes de chevreuil (avec leurs cornes) ; ainsi que les ossements d'un « énorme cerf », aussi disposé avec soin ; (crâne de 56 cm de long et 25 cm de large entre les deux arcades sourcilières à et omoplate 37 cm de long et 23 cm de large).
À 54,50 m, des morceaux de chêne jouxtaient des coquilles blanches d'escargots, un fer coudé, et une corne de cerf sciée et cassée, puis à 55,75 m, trois nouveaux squelettes de cerfs « énormes » au-dessus de celui d'un homme grand (près de deux mètres) au crâne percé de deux trous dont une partie a été sciée (trépanation) et dont les os noircis par les cendres étaient « très durs comme ceux des palafittes » fracturés en deux points pour la jambe droite.
À 56,25 m, d'autres squelettes de cerfs, sangliers, chiots ou loups, et « celui d'un vieil animal » posés au-dessus de « madriers énormes carrés et le tronc d'un arbre (sans doute un if) », avec un morceau meule (pierre blanche, de 55 cm de rayon).
À 57,50 m, d'autres bois cerf avec à 58,75 m un bois de cerf dont aucun andouiller a été coupé (le seul) et plus bas qu'à soixante mètres, deux squelettes de chiens avec des morceaux de bois de cerf attachés à la base du crâne.
Plus bas encore (61,30 m) sur le fond du puits (marne dure et sèche) deux cercles en fer de 25 cm de diamètre (cerclage de seau ?), une « épingle en ivoire à tête cannelée » et une semelle de chaussure constituée de trois épaisseurs de cuir.
La manière dont ce puits a été comblé, avec sur plusieurs épaisseurs des ossements ou coquilles qui semblent rangées avec soin, puis avec des bouchons rocheux très lourds mais n'ayant pas abîmé les parois laisse penser qu'il ne s'agit pas d'un travail fait dans l'urgence (dans un contexte d'invasion, par exemple). ce puits est curieusement exceptionnellement riche en ossements animaux, pour un seul squelette humain.